# Kazım Karabekir
Musa Kâzım Karabekir (también Kazim[cita requerida] o Kiazim; 1882 - 26 de enero de 1948) fue un general y político turco. Fue el comandante del Ejército Oriental del Imperio Otomano durante la Guerra de Independencia Turca y libró una exitosa campaña militar contra la República Democrática de Armenia. Fue fundador y líder del Partido Republicano Progresista, el primer partido de oposición de la República Turca a Atatürk, aunque él y su partido serían purgados tras la revuelta de Sheikh Said. Fue rehabilitado con la ascensión de İsmet İnönü a la presidencia en 1938 y se desempeñó como Presidente de la Gran Asamblea Nacional de Turquía antes de su muerte.

## Carrera militar

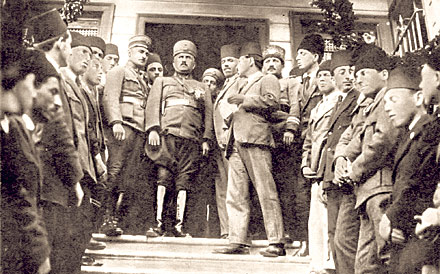
Kâzım Karabekir fue nombrado comandante del XV Cuerpo Otomano y desembarcó en Trebisonda el 19 de abril de 1919.

Como oficial subalterno, en enero de 1906, después de dos meses, fue comisionado en el Tercer Ejército en la región alrededor de Bitola en Macedonia del Norte. Allí participó en peleas con komitadjis griegos y búlgaros. En abril de 1906, vio cómo deportaban a rebeldes búlgaros que, incluso después de ser deportados, gritaban un eslogan nacionalista búlgaro. Razonó que el día que su nación muestre este espíritu, su nación será salva. Más tarde ese año, se convirtió en el undécimo miembro del Comité de Libertad Otomano (que en 1907 se convertiría en la CUP). Por su exitoso servicio, fue ascendido al rango de capitán superior en 1907. En los años siguientes sirvió en Constantinopla y nuevamente en el Segundo Ejército en Edirne.
El 15 de abril de 1911, Kâzım solicitó cambiar su apellido de Zeyrek a Karabekir. Hasta entonces, lo habían llamado Kâzım Zeyrek, por el lugar en el que vivía con su madre, una costumbre en el Imperio Otomano ya que no se usaban apellidos. A partir de entonces adoptó el nombre de Karabekir, el nombre de sus antepasados.

### Guerras Balcánicas
Durante su servicio en Edirne, Karabekir fue ascendido al rango de mayor el 27 de abril de 1912. Participó en la Primera Guerra de los Balcanes contra las fuerzas búlgaras, pero fue capturado durante la Batalla de Edirne-Kale el 22 de abril de 1913. Permaneció prisionero de guerra hasta el armisticio del 21 de octubre de 1913.

### Primera Guerra Mundial
Antes del estallido de la Primera Guerra Mundial, Karabekir sirvió en Constantinopla y luego fue enviado a algunos países europeos como Austria-Hungría, Alemania, Francia y Suiza. En julio de 1914 regresó a casa, ya que era probable que estallara una guerra mundial.
De vuelta en Constantinopla, a Karabekir se le asignó jefe de inteligencia del Estado Mayor. Pronto fue ascendido a teniente coronel. Después de un breve período en el frente sureste, fue enviado a los Dardanelos. Como comandante de la 14.ª División, Karabekir luchó en la batalla de Galípoli en el verano de 1915. En octubre de 1915, fue nombrado jefe del Estado Mayor del Primer Ejército en Estambul.
Fue enviado al frente iraquí para unirse al Sexto Ejército. Por su éxito en Galípoli, fue condecorado en diciembre de 1915 por los mandos otomano y alemán y simultáneamente fue ascendido a coronel. En abril de 1916, asumió el mando del 18.º Cuerpo, que obtuvo una gran victoria sobre las fuerzas británicas lideradas por el general Charles Townshend durante el asedio de Kut-al Amara en Irak.
Karabekir fue nombrado comandante del 2.º Cuerpo en el frente del Cáucaso y luchó encarnizadamente contra las fuerzas rusas y armenias durante casi diez meses. En septiembre de 1917, fue ascendido a general de brigada por decreto del sultán. En mayo de 1918 se convirtió en comandante del 15º Cuerpo de Ejército en Erzurum, y cuando empezó a comprender la derrota del Imperio Otomano en la Primera Guerra Mundial, comenzó a preparar sus fuerzas para una guerra contra los armenios.

### Guerra de Independencia turca

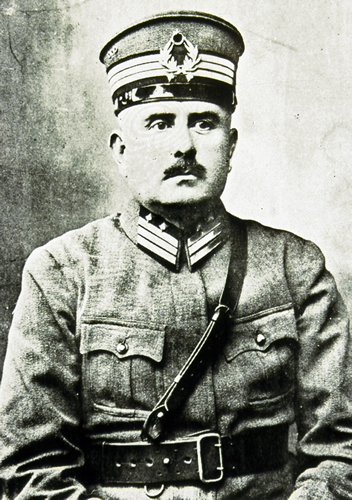
Kâzım Karabekir durante la Guerra de Independencia turca

En cumplimiento del Tratado de Sèvres, el sultán otomano Mehmed VI dio a Karabekir la orden de rendirse a las potencias de la Entente, que se negó a obedecer. Contrariamente a las órdenes de los británicos de desmovilizar al ejército otomano en Anatolia oriental, proporcionó armas a la población rural turca. Permaneció en la región y, en vísperas del Congreso de Erzurum, cuando Mustafa Kemal (Atatürk) acababa de llegar a Erzurum, aseguró la ciudad con una brigada de caballería bajo su mando para protegerlo a él y a los congresistas. Se comprometió con Mustafa Kemal a unirse al movimiento nacional turco y luego tomó el mando del Frente Oriental durante la Guerra de Independencia turca por parte de Kuva-yi Milliye.
A principios de septiembre de 1920, Karabekir inició las primeras operaciones militares contra la República de Armenia. Hubo breves escaramuzas a pequeña escala en la región de Oltu, pero como la ofensiva turca prácticamente no provocó reacción de las potencias aliadas, Karabekir continuó la ofensiva. El 28 de septiembre, envió cuatro divisiones del XV Cuerpo de Ejército a través de la frontera con Armenia con el objetivo de capturar la estratégica fortaleza de Sarıkamış.  Sarıkamış  fue tomada al día siguiente y el resto del avance turco continuó sin control. A lo largo de octubre, la resistencia armenia colapsó progresivamente y los ejércitos turcos capturaron Kars el 30 de octubre y ocuparon Alexandropol, la ciudad más grande de Armenia en ese momento, el 6 de noviembre. El 18 de noviembre se concluyó un alto el fuego y se llevaron a cabo negociaciones entre Karabekir y una delegación de paz, encabezada por Alexander Khatisian, en Alexandropol. Aunque las condiciones de Karabekir fueron extremadamente duras, la delegación armenia no tuvo más remedio que aceptarlas. Karabekir puso su firma en el acuerdo de paz, el Tratado de Alexandropol, que se firmó el 3 de diciembre de 1920. Aunque el tratado era técnicamente inválido, ya que el gobierno que representaba la delegación de Khatisian había dejado de existir el día anterior, las ganancias territoriales de Turquía estipuladas en el tratado fueron confirmadas en el Tratado de Kars de 1921. El ejército de Karabekir desplazó y masacró a decenas de miles de civiles armenios durante la campaña contra Armenia, y estimaciones conservadoras sitúan el número de muertos en aproximadamente 60.000.

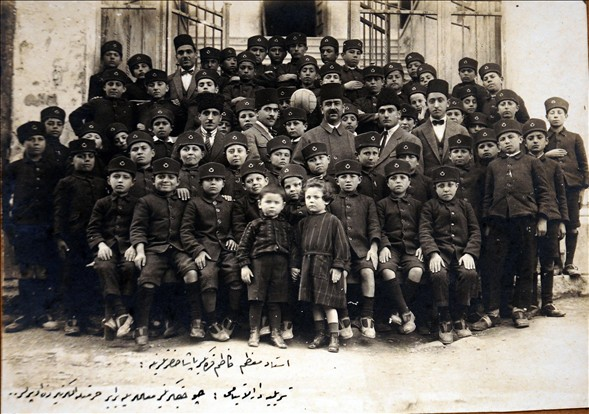
Gürbuz Çocuklar Ordusu

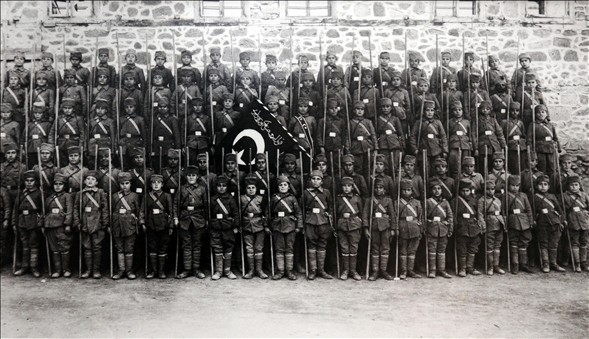
Gürbüz Çocuklar Ordusu, 1919.

En 1924, se le asignó la tarea de recuperar Hakkâri. Fue designado por la nueva Gran Asamblea Nacional en Ankara para firmar también el acuerdo de amistad Tratado de Kars con la Unión Soviética el 23 de octubre de 1921. Luego conquistó Hakkâri de las fuerzas asirias y, en el proceso, masacró y desplazó a muchos asirios.

## Carrera política

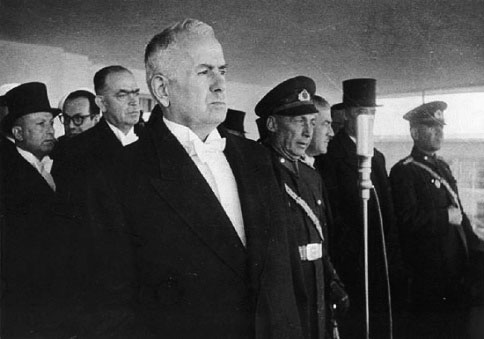
Kâzım Karabekir como orador de la Gran Asamblea Nacional de Turquía

Tras la derrota de las fuerzas griegas en Anatolia occidental, se proclamó la República de Turquía. Kâzım Karabekir Pasha se mudó a Ankara en octubre de 1922 y continuó sirviendo en el parlamento como diputado de Edirne. Todavía era el comandante en funciones del Ejército del Este cuando fue elegido diputado de Constantinopla el 29 de junio de 1923. Seis meses después, fue nombrado inspector del Primer Ejército. Recibió el más alto premio turco del parlamento, la "Orden de Independencia" por su meritorio y distinguido servicio en el ejército y la política durante la Guerra de Independencia. Se retiró del servicio militar en octubre de 1924 y luego ingresó a la política.
Karabekir tenía diferencias de opinión con Mustafa Kemal sobre la realización de las reformas republicanas, siendo una de las más importantes la abolición del califato. Aunque estuvo de acuerdo con Mustafa Kemal en este tema, no estuvo de acuerdo con él en cuanto a la acción inmediata. Para Karabekir, el momento no era el adecuado porque las fuerzas británicas se encontraban en la frontera del sudeste de Turquía y reclamaban Kirkuk, ahora en Irak. Karabekir no creía que el califato debiera ser abolido antes de que esto se resolviera. Los kurdos, más radicales en sus creencias shafi sunitas, comenzaron a levantarse contra el gobierno porque pensaban que éste aboliría la religión después de que terminara el califato. Luchando contra la rebelión, Turquía acordó dejar Kirkuk a Irak, que estaba bajo mandato británico. Estos conflictos provocaron tensiones entre Karabekir y Mustafa Kemal.
El 17 de noviembre de 1924, varios políticos de Karabekir y Ali Fuat Cebesoy fundaron el Partido Republicano Progresista (Terakkiperver Cumhuriyet Fırkası), que tenía como miembros a varios destacados comandantes militares actuales y anteriores. Posteriormente, los miembros recientes del partido fueron culpados de la rebelión de Sheikh Said y del intento de asesinato de Mustafa Kemal en Esmirna. El gobierno cerró el partido el 5 de junio de 1925, y Karabekir fue encarcelado por los Tribunales de Independencia junto con muchos de los miembros de su partido, pero luego fue absuelto y puesto en libertad. A raíz de esos acontecimientos, se rompieron todas las relaciones entre Karabekir y Mustafa Kemal.
Retirándose temporalmente de la política, Karabekir se dedicó a escribir sus memorias sobre la Guerra de Independencia turca y las reformas de Atatürk. Después de la muerte de Kemal Atatürk en 1938, el amigo cercano de Karabekir, İsmet İnönü, lo rehabilitó.
En 1939, Kâzım Karabekir regresó a la política y volvió a ingresar al parlamento como diputado por Estambul. Fue elegido presidente del parlamento el 5 de agosto de 1946. Murió en el cargo a la edad de 66 años el 26 de enero de 1948 en Ankara tras un infarto. Posteriormente, sus restos fueron trasladados al cementerio estatal turco en Ankara.
A Kâzım Karabekir le sobrevivieron su esposa İclal y sus tres hijas Hayat, Emel y Timsal. La mansión de cuatro pisos en el barrio Erenköy del distrito Kadıköy de Estambul, donde vivió durante casi 15 años, se convirtió en museo en 2005.

## Opiniones personales

### Califato
Rauf Orbay afirmó que la proclamación de la república fue apresurada y que la forma de gobierno más correcta sería aquella en la que presidiría el califa. Mientras Ali Fuat Cebesoy estaba de acuerdo con este punto de vista, Kâzım Karabekir les dijo que apoyaba a la república y estaba en contra de un sultanato personal.

### Pan-Turquismo
El objetivo de todos los turcos es unirse con las fronteras turcas. La historia nos brinda hoy la última oportunidad. Para que el mundo musulmán no quede fragmentado para siempre es necesario que no se permita que la campaña contra Karabaj disminuya. De hecho, en los círculos Azeríes se deja claro que la campaña debe llevarse a cabo con mayor determinación y severidad.
—  Kâzım Karabekir

## Obra
- Ankara'da Savaş Rüzgarları (Winds of War in Ankara), 448 pp.
- Bir Düello ve Bir Suikast (A Duel and An Assassination), 272 pp. ISBN 975-7369-39-X
- Birinci Cihan Harbi 1–4 (World War I 1–4), 4 books 1320 pp. ISBN 975-7369-21-7
  - Birinci Cihan Harbine Neden Girdik? (Why Did We Enter the World War I?), 199 pp. 1st book ISBN 975-7369-21-7
  - Birinci Cihan Harbine Nasıl Girdik? (How Did We Enter the World War I?), 464 pp. 2nd book ISBN 975-7369-22-5
  - Birinci Cihan Harbini Nasıl İdare Ettik? (How Did We Manage the World War I?), 272 pp. 3rd book ISBN 975-7369-23-3
  - Birinci Cihan Harbini Nasıl İdare Ettik? (How Did We Manage the World War I?), 384 pp. 4th book ISBN 975-7369-24-1
- Cumhuriyet Tarihi Set 1 (History of the Republic Set 1), 13 books
- Cumhuriyet Tarihi Set 2 (History of the Republic Set 2), 12 books
- İstiklal Harbimiz 1–5 (Our War of Independence 1–5), 5 books
- Paşaların Kavgası (Struggle of the Pashas)
- Paşaların Hesaplaşması (Reckoning of the Pashas)
- İzmir Suikastı (Assassination in İzmir)
- Çocuklara Öğütler (Advice to Children)
- Hayatım (My Life)
- İttihat ve Terakki Cemiyeti 1896–1909 (Committee of Union and Progress 1896–1909)
- Ermeni Dosyası (Armenian Dossier)
- İngiltere, İtalya ve Habeş Harbi (British, Italian and Ethiopian War)
- Kürt Meselesi (Kurdish Problem)
- Çocuk, Davamız 1–2 (The Child, Our Problem 1–2), 2 books
- İstiklal Harbimizin Esasları (Principals of Our War of Independence)
- Yunan Süngüsü (Greek Bayonet)
- Sanayi Projelerimiz (Our Industrial Projects)
- İktisat Esaslarımız (Our Principals of Economy)
- Tarihte Almanlar ve Alman Ordusu (Germans in the History and German Army)
- Türkiye'de ve Türk Ordusunda Almanlar (Germans in Turkey and in the Turkish Army)
- Tarih Boyunca Türk-Alman İlişkileri (Turkish-German Relations Throughout the History)
- İstiklal Harbimizde İttihad Terakki ve Enver Paşa 1–2 (Union  Progress and Enver Pasha in Our War of Independence)
- İstiklal Harbimizin Esasları Neden Yazıldı? (Why Was the Principals of Our War of Independence Written?)
- Millî Mücadele'de Bursa (Bursa During the War of Independence)
- İtalya ve Habeş (Italy and Ethiopia)
- Ermeni Mezalimi (Armenian Outrage)
- Sırp-Bulgar Seferi (Serbian-Bulgarian Campaign)
- Osmanlı Ordusunun Taarruz Fikri (Attack Concept of the Ottoman Army)
- Erkan-i Harbiye Vezaifinden İstihbarat (Intelligence from the Service at General Staff)
- Sarıkamış, Kars ve Ötesi (Sarıkamış, Kars and Beyond)
- Erzincan ve Erzurum'un Kurtuluşu (Liberation of Erzincan and Erzurum)
- Bulgaristan Esareti - Hatıralar, Notlar (Captivity in Bulgaria - Memories, Notes)
- Nutuk ve Karabekir'den Cevaplar (The Address and Replies From Karabekir)